# Loadsheet
Das Loadsheet (auch Load and trim sheet, zu deutsch „Lade-und-Trimm-Papier“) ist ein für die Durchführung eines Verkehrsfluges notwendiges Ladedokument.
Es wird im Rahmen der Flugvorbereitung erstellt und erfasst insbesondere das Gewicht und die Verteilung von Passagieren, Kerosin, Fracht, Gepäck und Post sowie die für die Durchführung des Fluges notwendigen Hilfsmittel wie Kabinenbesatzung, Trinkwasser und Catering. Das Loadsheet muss vor jedem Flug berechnet und entweder manuell oder mit Hilfe eines Computersystems erstellt werden und ermöglicht die Kalkulation der aktuellen Massen des Flugzeuges, die Darstellung der Verteilung der Gesamtladung innerhalb des Flugzeuges und die Schwerpunktlage des Flugzeuges.
Das Dokument wird immer seltener in Papierform ausgestellt, sondern zunehmend per ACARS (Aircraft communication addressing and reporting system) vor Flugbeginn direkt in das Cockpit eines Flugzeuges übertragen. Mit seiner Unterschrift auf dem Loadsheet bestätigt der Ramp Agent, dass nicht mehr als die zugelassenen Passagiere an Bord sind. Das Loadsheet wird von einem Loadcontroller erstellt, der meist in einem Büro am Flughafen oder in einem sogenannten CLC (Centralised Load Control) arbeitet. Sein Mittelsmann ist der Ramp Agent, der ihm die finalen Gewichte der Beladung liefert.

## Load Instruction Report (LIR)
Das Loadsheet baut auf dem LIR (Load Instruction Report) auf, der während des Beladens des Flugzeuges ausgestellt wird. Auch dieser wird heutzutage immer häufiger digital per Mobiltelefon oder Tablet ausgestellt als in Papierform. Das LIR ist wie das Loadsheet darauf ausgelegt, dem Bodenpersonal sowie dem Cockpit genau sagen zu können, wo sich Gepäck, Ladung, Post etc. befinden und mit welcher Masse sie verteilt wurden.
So ist auf einem LIR immer der Flugzeugtyp und die Version des Flugzeuges zu finden (beispielsweise ist ein Lufthansa Airbus A320-214 mit CY168-Kabinenkonfiguration anders zu beladen als ein Lufthansa Airbus A320-214 mit einer typischen CY180-Kabinenkonfiguration), das Datum, der Name des Ramp-Agenten sowie der des Beladers, ein genauer Querschnitt der vorhandenen Beladungszonen (auch als Holding Bay oder Cargo Compartments bekannt) und eine Massenbeschreibung, die eine Auflistung aller tatsächlich genutzten Gewichte zur Berechnung der finales Masse eines Flugzeuges enthält. Darunter fallen beispielsweise das Gewicht des Gepäcks, eine Gewichtsklassenunterteilung zwischen Männern, Frauen und Kindern als Passagiere, aber auch, sofern vermerkt, Rollstuhlfahrer oder einzelne Objekte, die ein spezifisches Gewicht aufweisen, beispielsweise wenn Tiere transportiert werden.

## Belege
1. ↑  Loadsheet. Luftfahrt.net, archiviert vom Original (nicht mehr online verfügbar) am 2. Januar 2015; abgerufen am 2. Januar 2015.  Info: Der Archivlink wurde automatisch eingesetzt und noch nicht geprüft. Bitte prüfe Original- und Archivlink gemäß Anleitung und entferne dann diesen Hinweis.